# الصلولة (بعدان)

تعديل مصدري - تعديل

الصلولة هي إحدى قرى عزلة دلال بمديرية بعدان التابعة لمحافظة إب، بلغ تعداد سكانها 343 نسمة حسب تعداد اليمن لعام 2004.